# Luisito Pié
Luisito Pié (* 4. März 1994 in Bayaguana) ist ein dominikanischer Taekwondoin.

## Karriere
Luisito Pié gewann 2014 in der Klasse bis 58 Kilogramm die Goldmedaille bei den Zentralamerika- und Karibikspielen in Veracruz und wurde außerdem in Aguascalientes Panamerikameister. Im Jahr darauf sicherte er sich in Toronto bei den Panamerikanischen Spielen die Silbermedaille. 2016 qualifizierte sich Pié für die Olympischen Spiele in Rio de Janeiro im gleichen Jahr. Bei diesen schied er nach zwei Auftaktsiegen im Halbfinale gegen Tawin Hanprab aus, konnte sich aber in der anschließenden Hoffnungsrunde gegen Jesús Tortosa die Bronzemedaille sichern. 2018 gewann Pié bei den Panamerikameisterschaften in Spokane Silber.